# Michael Hardie
Michael John Hardie OBE (* 14. Juli 1938; † 29. Mai 2008) war ein britischer Diplomat.

## Leben
Als britischer Hochkommissar war Michael Hardie 1994 von der Regierung Major in das westafrikanische Gambia entsandt worden, er löste Alan J.Pover ab. Seine Amtszeit in Gambia endete 1995, sein Nachfolger in Gambia wurde John Wilde.

## Familie
Michael Hardie ist der Sohn von John Thomas Hardie und Annie Smethurst. Er heiratete 1967 Patricia Louisa Hulme, diese Ehe wurde 1986 aufgelöst. Aus dieser Ehe stammte ein Sohn und eine Tochter. Hardie heiratete 1990 ein zweites Mal.

## Auszeichnungen und Ehrungen
- 1989: Officer of the Order of the British Empire (OBE)[1]